# Wielersport op de Olympische Zomerspelen 2020 – Mountainbike vrouwen
De mountainbikewedstrijd voor vrouwen  op de Olympische Zomerspelen 2020 vond plaats op dinsdag 27 juli 2021 op de Izu Mountainbike Course in Izu.  

## Resultaten
| rang               | naam                   | land             | tijd     |
| ------------------ | ---------------------- | ---------------- | -------- |
| Goud               | Jolanda Neff           | Zwitserland      | 1:15:46  |
| Zilver             | Sina Frei              | Zwitserland      | + 1'11"  |
| Brons              | Linda Indergand        | Zwitserland      | + 1'19"  |
| 4                  | Kata Blanka Vas        | Hongarije        | + 2'09"  |
| 5                  | Anne Terpstra          | Nederland        | + 2'35"  |
| 6                  | Loana Lecomte          | Frankrijk        | + 2'57"  |
| 7                  | Evie Richards          | Groot-Brittannië | + 3'23"  |
| 8                  | Jana Belomoina         | Oekraïne         | + 3'54"  |
| 9                  | Haley Batten           | Verenigde Staten | + 4'27"  |
| 10                 | Pauline Ferrand-Prévot | Frankrijk        | + 4'32"  |
| 11                 | Anne Tauber            | Nederland        | z.t.     |
| 12                 | Malene Degn            | Denemarken       | + 4'48"  |
| 13                 | Caroline Bohé          | Denemarken       | + 5'11"  |
| 14                 | Jenny Rissveds         | Zweden           | + 5'42"  |
| 15                 | Kate Courtney          | Verenigde Staten | + 6'33"  |
| 16                 | Daniela Campuzano      | Mexico           | + 7'04"  |
| 17                 | Janika Lõiv            | Estland          | + 7'31"  |
| 18                 | Catharine Pendrel      | Canada           | + 8'01"  |
| 19                 | Ronja Eibl             | Duitsland        | + 8'13"  |
| 20                 | Maja Włoszczowska      | Polen            | + 8'39"  |
| 21                 | Tanja Žakelj           | Slovenië         | + 8'52"  |
| 22                 | Jitka Čábelická        | Tsjechië         | + 9'14"  |
| 23                 | Sofía Gómez Villafane  | Argentinië       | + 9'27"  |
| 24                 | Candice Lill           | Zuid-Afrika      | + 10'34" |
| 25                 | Eva Lechner            | Italië           | + 10'40" |
| 26                 | Rocío del Alba García  | Spanje           | + 10'46" |
| 27                 | Raquel Queirós         | Portugal         | + 12'00" |
| 28                 | Rebecca McConnell      | Australië        | + 14'43" |
|                    | Haley Smith            | Canada           | LAP      |
| Viktoria Kirsanova | Russische ploeg        |                  | LAP      |
| Erin Huck          | Verenigde Staten       |                  | LAP      |
| Elisabeth Brandau  | Duitsland              |                  | LAP      |
| Githa Michiels     | België                 |                  | LAP      |
| Yao Bianwa         | China                  |                  | LAP      |
| Jaqueline Mourão   | Brazilië               |                  | LAP      |
| Michelle Vorster   | Namibië                |                  | LAP      |
| Miho Imai          | Japan                  |                  | LAP      |
| Laura Stigger      | Oostenrijk             | DNF              |          |

1996: Paola Pezzo ·
2000: Paola Pezzo ·
2004: Gunn-Rita Dahle ·
2008: Sabine Spitz ·
2012: Julie Bresset ·
2016: Jenny Rissveds ·
2020: Jolanda Neff ·
2024: Pauline Ferrand-Prévot